# Hair Raiser
Hair Raiser (chinesisch 動感快車, Pinyin Dònggǎn kuàichē, Jyutping Dung6gam2 faai3ce1) in Ocean Park (Hong Kong Island, Hongkong, Volksrepublik China) ist eine bodenlose Stahlachterbahn vom Modell Floorless Coaster des Herstellers Bolliger & Mabillard, die am 8. Dezember 2011 eröffnet wurde.
Die 850 m lange Strecke erreicht eine Höhe von 35 m und verfügt über vier Inversionen: einen Looping, einen Dive-Loop, eine Zero-g-Roll und einen Immelmann.